# Estación de Château d'Eau
Château d'Eau (en español: Torre de agua) es una estación del metro de París situada en el X Distrito. Pertenece a la línea 4.

## Historia
La estación fue inaugurada el  21 de abril de 1908.
Situada cerca de la calle du Château d'Eau la estación debe su nombre a una antigua fuente que sirvió de torre de agua hasta 1867 fecha en la que fue sustituida por otra fuente.

## Descripción
Se compone de dos andenes laterales de 75 metros de longitud y de dos vías. Debido a la escasa profundidad del trazado de la línea 4 en este tramo no está diseñada en bóveda y usa un techo metálico formado por tramos semicirculares y sostenido por numerosas vigas de acero para cubrir la estación. Las paredes verticales están revestidas de azulejos blancos de un tamaño superior al habitualmente usado en el metro parisino.
La iluminación es de estilo Ouï-dire realizándose a través de estructuras que recorren los andenes sujetados por elementos curvados que proyectan una luz difusa en varias direcciones. Inicialmente esta iluminación coloreaba las bóvedas pero esta característica se ha perdido. 
La señalización por su parte usa la moderna tipografía Parisine donde el nombre de la estación aparece en letras blancas sobre un panel metálico de color azul. Por último, los asientos siguen también el estilo Ouï-dire combinando asientos convencionales con bancos que por su altura sólo permiten apoyarse.
La parte norte de la estación está adornada con un mural que representa la antigua fuente que da nombre a la estación.

## Accesos
La estación de metro tiene dos accesos. Uno de ellos, realizado por Hector Guimard, está catalogada como Monumento Histórico desde 1978. 
- Acceso 1: bulevar de Estrasburgo esquina con la calle du Château d'Eau.
- Acceso 2: bulevar de Estrasburgo, n.º 40.